# International Wrestling Syndicate
A International Wrestling Syndicate é uma empresa de wrestling profissional localizada em Montreal, Quebec, Canadá.

## Shows
| - "Season's Beatings" - "Know Your Enemies" - "Scarred 4 Life" - "Un F'N Sanctioned" - "Hardcore Heat" - "Breakout" | - "Summer Slaughter" - "Bodycount" - "Freedom to Fight" - "Blood, Sweat and Beers" - "Born to Bleed" - "Praise the Violence" |

## Títulos
| Título                       | Campeão                                                | Data da vitória       |
| ---------------------------- | ------------------------------------------------------ | --------------------- |
| IWS Heavyweight Championship | V8 Big Block                                           | 15 de junho de 2016   |
| IWS Canadian Championship    | Max Boyer                                              | 19 de janeiro de 2016 |
| IWS Tag Team Championship    | The Rock N' Roid Express (Twiggy e Franky The Mobster) | 6 de dezembro de 2015 |

## Plantel
Wrestlers:
- Alex Silva
- Beef Wellington
- Dan Paysan
- Exess
- El Generico
- Franky The Mobster
- Fred La Merveille Lauzon
- "Jagged" Scott Parker
- Jimmy Stone
- Kevin Steen
- Mathieu St.Jacques
- Mike Bailey
- Maxx Fury
- Pauly Platinum
- PCP Crazy F'N Manny
- Player Uno
- Sexxxy Eddy
- Shane Matthews
- Shayne Hawke
- Twiggy
- V8 Big Block

Árbitros:
- Bakais
- Yan

Personalidades
- Michael Llakor
- Mike Rotch
- "The Lovely" Olivia